# Походження птахів

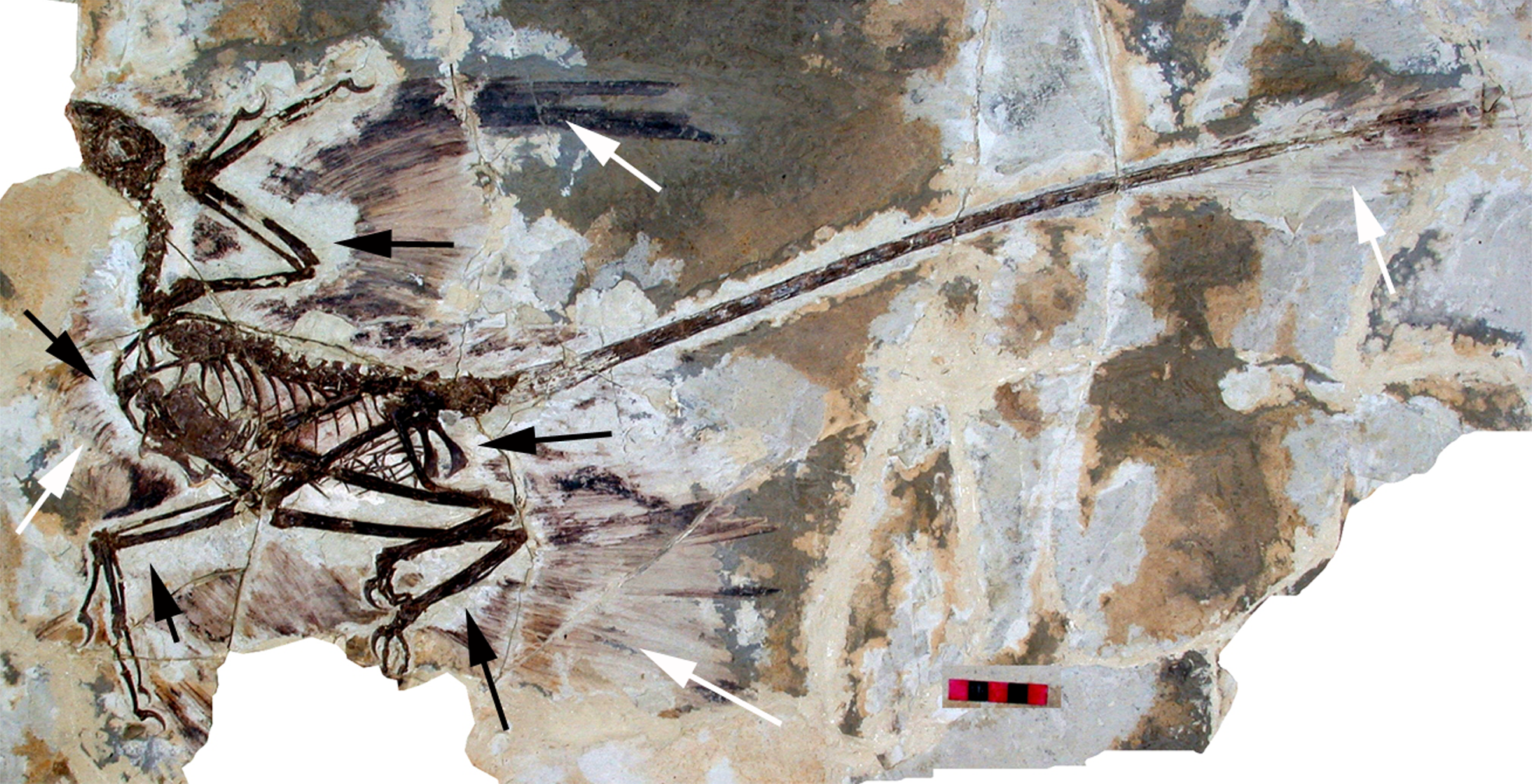
Голотип Microraptor gui з пір'ям

Еволюція птахів почалася, згідно з традиційними уявленнями, в юрському періоді. Згідно з цією версією, найдревнішим з відомих видів птахів вважається археоптерикс (Archaeopteryx lithographica). Птахів у цьому випадку розглядають як спеціалізованих представників теропод, близьких до інших оперених динозаврів з групи манірапторів, наприклад, дромеозавридів.
У той же час, ряд авторів дотримується альтернативної версії, згідно з якою першою достовірною знахідкою птахів є досить спірний викопний протоавіс з пізнього тріасу. Згідно з цією версією, і птахи, і тероподи походять від однієї з більш ранніх груп архозаврів.
Нині висунено декілька різних гіпотез походження і еволюції птахів, але загальноприйнятої філогенії немає.
Зазвичай, «птахами» називають представників клади Aves. Проте багато ознак, за якими характеризують Aves, наприклад, присутність пігостиля і відсутність зубів, не є притаманними для всіх викопних птахів. У 1986 Жак Готьє запропонував вживати Aves тільки стосовно коронної групи, а стовбурову кладу з тероподами, які ближчі до сучасних птахів, ніж дейнониха, називати Avialae. Таким чином, в термін Aves різні автори вкладають різний зміст, а Avialae є максимально широким.

## Класичні гіпотези

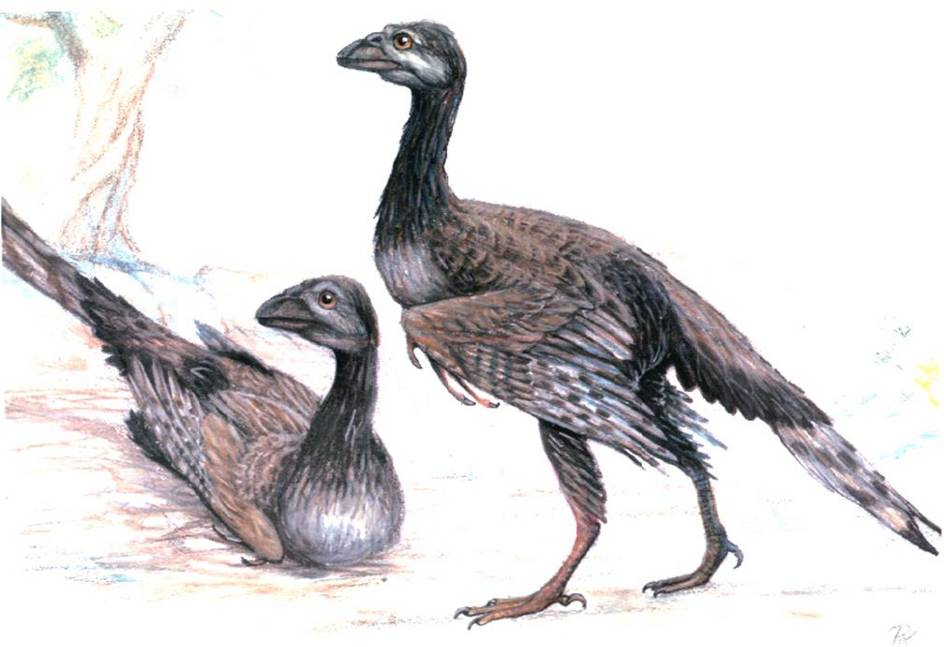
Енанціорніс, належить до Enantiornithes

### «З дерев донизу» (arboreal; trees down)

#### Текодонтна гіпотеза
Цю гіпотезу запропонував на початку XX століття Герхард Хейльман (англ. Gerhard Heilmann), ґрунтуючись на детальному огляді біології птахів (включаючи археоптерикса) і рептилій. На його думку, найближчими родичами птахів слід вважати тріасових псевдозухій (з надряду текодонтів). Текодонтна гіпотеза була загальноприйнятою в середині XX століття і сьогодні її підтримує низка фахівців. Проте аж дотепер серед псевдозухій не вдалося виявити форм, філогенетично близьких до археоптерикса або інших ранніх птахів.

#### Гіпотеза Вокера (архозавроморфна)
Вокер обґрунтовував у 70-х роках XX століття спорідненість археоптерикса й усіх птахів з тріасовими архозаврами з підряду сфенозухій, споріднених сучасним крокодилам. Аргументи Вокера неодноразово критикувалися, і сам автор згодом визнав гіпотезу неспроможною.
До недавнього часу обидві гіпотези поступово втрачали прибічників. Проте після відкриття чотирикрилого опереного динозавра в Китаї, передбаченого ще Бібом в 1915 р. під назвою «тетраптерикс» (Tertrapteryx), група гіпотез «з дерев донизу» знову переживає розквіт. Що характерно, підтвердити гіпотезу Біба в 1926 р. намагався Хейльман, що дослідив ноги пташенят горлиць і якани, проте його дослідження були тоді сприйняті з великим скепсисом.
Опубліковане в липні 2014 р. у журналі «Journal of Ornithology» дослідження дозволило віднести Scansoriopteryx до древніх птахів, нащадків архозаврів. У Scansoriopteryx виявили характерні для птахів анатомічні особливості: видовжені передні кінцівки, кістки зап'ястків у формі півмісяця, лапи, пристосовані для сидіння на гілках. Пір'я, розташоване на передніх і задніх кінцівках свідчать про те, що він міг планірувати в повітрі, перелітаючи між деревами, а це, своєю чергою означає що політ виник не «від низу догори», коли наземні динозаври-тероподи почали літати, а «зверху донизу», коли архозаври наростили пір'я, що дозволило їм короткий час триматися у повітрі. Факт віднесення Scansoriopteryx до птахів знову ставить питання про те, що птахи не є нащадками динозаврів.

### «Із землі вгору» (cursorial; ground up)

#### Тероподна гіпотеза
Гіпотеза спочатку була висунена Томасом Генрі Гакслі в XIX ст. У 70-х роках XX століття її відродив Джон Гостром. Ґрунтуючись на порівнянні переглянутої ним остеології археоптерикса і тероподних динозаврів (особливо описаного ним дейноніха), Гостром зробив висновок, що найближчими родичами археоптерикса є целурозаври з родини дромеозавридів.
Згодом висновки Гострома було підтверджено кладистичними дослідженнями, виявленням екземплярів целурозаврів з відбитками пір'я, порівнянням мікроструктури яєчної шкаралупи і репродуктивної біології целурозаврів і птахів. Сьогодні тероподна гіпотеза приймається більшістю палеонтологів.
Сучасна філогенія птахів і найближчих до них груп тероподів має такий вигляд:

- Tetanurae
  - Coelurosauria — Целурозаври
    - Maniraptoriformes
      - Maniraptora
        - Eumaniraptora
          - Deinonychosauria (Dromaeosauridae Troodontidae)
          - Aves — Птахи
            - Archaeopterygiformes
            - Pygostylia
              - Neornithes

Проте після відкриття чотирикрилого опереного динозавра в Китаї основна ідея гіпотези — «із землі вгору» — стала все частіше піддаватися гострій критиці. При цьому потрібно помітити, що інші знахідки оперених динозаврів у Китаї досить добре вписуються в концепцію «із землі вгору».

## Інші гіпотези
Після відкриття протоавіса Санкаром Чаттерджиє в 1984 р. з'явилися ряд нових гіпотез:
- На думку самого Чаттерджиє, прадавнім птахом є протоавіс, а не археоптерикс. При цьому найближчими родичами птахів є тріасові цератозаври — група тероподних динозаврів, що мала ряд істотних особливостей, характерних для птахів (близька до гетероцильної будова шийних хребців, сплав тазових кісток та ін.). Ці особливості скелета цератозаврів традиційно розцінюються як результат конвергенції. При цьому політ з'явився в результаті планірування дромерозавридів з дерев.

- Гіпотеза діфілетичного походження птахів, що розроблялася Є. М. Курочкіним частково ґрунтується на вивченні протоавіса. Згідно з цією гіпотезою, віялохвості птахи пішли від деякої групи юрських архозаврів, близьким родичем яких є протоавіс. Ящерохвості птахи (наприклад, археоптерикс і енанціорніси) є нащадками тероподів. При цьому предки птаха мешкали не на справжніх деревах, а в кущах, на які вони застрибували, використовуючи силу ніг, а сплигували, уповільнюючи стрибок швидкими махами оперених передніх кінцівок. Ключовою в цій гіпотезі є відсутність стадії планіруючого польоту, яка неодноразово критикувалася прибічниками гіпотези «із землі верх», згідно з думкою яких планіруючий політ самодостатній і не здатний перейти в такий, що потребує змахів. Проте, згідно з Курочкіним, планіруючий політ все ж мав місце, але стосувався не до справжніх птахів, а до тупикової гілки розвитку, представленої археоптериксом. Іншим ключовим моментом в гіпотезі Курочкіна є те, що на відміну від авторів класичних гіпотез «з дерев донизу» він вважає, що передні кінцівки при лазінні відігравали допоміжну роль, і не обхоплювали стовбур дерева, а чіплялися за дрібні сусідні гілки, допомагаючи балансувати. Основна роль при лазінні в гіпотезі Курочкіна відводиться сильним заднім кінцівкам. Це є другою відповіддю критикам гіпотези «з дерев донизу», на думку яких лазіння по деревах з обхватом передніми кінцівками стовбура дерева несумісно з махаючим польотом.
- Гіпотеза Діала — висунена в 2003 р., на основі спостереження пташенят кекликів, що підіймалися по похилих поверхнях (аж до майже вертикальних), допомагаючи собі помахами крил.
- Гіпотеза Гарнера «атакуючий проавіс» («prouncing proavis») — висунена в 1999 р., відкидає як ідею «із землі вгору», так і «з дерев донизу». Згідно з цією гіпотезою, політ з'явився в результаті стрибків на здобич із засідки з підвищення, а поява пір'я служила підвищенню точності стрибка. На підтвердження гіпотези Гарнер наводить кладистичну лінію Sinosauropteryx — Protarchaeopteryx — Caudipteryx — Archaeopteryx — Iberomesornis — Enantiornithes — Ornithurae, роком раніше побудовану Джі.
- Гіпотеза Петерса — висунена в 2002 р. як розвиток ідеї Гарнера. Як один з доказів своєї гіпотези Петерс розкритикував як класичну гіпотезу «з дерев донизу», так і класичну «із землі вгору». Так, наприклад, на його думку, пристосування передніх кінцівок до лазіння суперечить пристосуванню до польоту.
- Гіпотеза Лакаса-Рюза (Lacasa-Ruiz, 1993) і Лопарьова (1996) — спочатку висунена Лакасом-Рюзм в 1993 р., а потім доопрацьована в 1996 р. С. О. Лопарьовим, який як доказ навів порівняльний аналіз будови тазу птахів, а також онтогенез сучасних птахів. Згідно з гіпотезою, предки птахів мешкали на зарослому мілководді, і пір'я на передніх кінцівках спочатку служило для створення тіні з метою приваблення риби (так полюють деякі болотяні птахи). Рятуючись від хижаків махи передніми кінцівками полегшували біг по зарослому болотистому мілководдю, що поступово перейшло у використання екранного ефекту, потім в транзитний політ (англ. cruising flight).
- Гіпотеза Савельєва — висунена в 2006 р. Згідно з цією гіпотезою, птахи спочатку мешкали на мілководді, а потім навчилися пірнати, використовуючи передні кінцівки подібно до пронурка і пінгвіна, що стало преадаптацією до польоту.
- Гіпотеза Острома (Ostrom) — висунена в 1976 р., і згідно з нею пір'я на передніх кінцівках спочатку використовувалося як ловецькі мережі для комах. Гіпотеза неодноразово критикувалася, і в 1997 р. Остром від неї відмовився.

## Знайдені викопні
Еволюційне походження пір'я можна простежити починаючи з карнотавра, вкритого численними горбками, схожими на фолікули. Наступний етап видно у синозавроптерикса і у Dilong paradoxus, покритих волокнистим пухом. І нарешті у каудіптерикса, протархеоптерикса, синорнітозавра і мікрораптора можна спостерігати справжнє пір'я.